# سيغورد هوست
سيغورد هوست (بالنرويجية البوكمول: Sigurd Høst)‏ هو مؤرخ نرويجي، ولد في 22 يناير 1866 في فلورا ‏ في النرويج، وتوفي في 21 أغسطس 1939.